# The Flower Book
The Flower Book är ett samlingsalbum av den franska artisten Émilie Simon, släppt 2006 på skivbolaget Barclay i Europa och på Milan Records i USA. Samlingen består av de bästa låtarna från Émilie Simons två första studioalbum och soundtracket La Marche de l'Empereur.

## Låtlista
Alla låtar är skrivna av Émilie Simon där inget annat anges.
1. “Song of the Storm” från La Marche de l'Empereur
2. “I Wanna Be Your Dog” (The Stooges-cover) från Émilie Simon
3. “Dame de Lotus” från Végétal
4. “Desert” (Engelsk version)
5. “Fleur de Saison” från Végétal
6. “Le Vieil Amant” från Végétal
7. “Sweet Blossom” från Végétal
8. “Rose Hybride de Thé” från Végétal
9. “Never Fall in Love” från Végétal
10. “Flowers” från Émilie Simon
11. “Il Pleut” från Émilie Simon
12. “Swimming”  från Végétal
13. “In the Lake” från Végétal
14. “My Old Friend” från Végétal
15. “To the Dancers in The Rain” från Émilie Simon

### Allmänna källor
- Discogs.com - The Flower Book (17 oktober 2010)